# Brautsteine von Schmölau
Die Brautsteine von Schmölau sind ein geschütztes Naturdenkmal nordwestlich des Dorfes Schmölau in der Gemeinde Rosche (Landkreis Uelzen, Niedersachsen). 
Dabei steht der eine Stein auf dem Gebiet der Gemarkung Schmölau. Der zweite Stein liegt im Grenzgraben zwischen Schmölau und Nievelitz. Beide Steine sind Granitsteine, die während der letzten Eiszeit aus Norwegen in den Höhenzug Drawehn gelangten.

## Sage
Nach einer Sage wird der stehende Stein häufig mit dem Bräutigam, der liegende Stein mit der Braut gleichgesetzt. Innerhalb der Sage ist es umstritten, ob die Braut aus Nievelitz oder Schmölau kam und nicht in das andere Dorf verheiratet werden wollte. Jedenfalls sprang sie an der Grenze vom Wagen und wurde, wie es ihr Wunsch war, lieber zu Stein als zu heiraten. Aus Liebeskummer sprang der Bräutigam dann hinterher und wurde ebenfalls zu Stein. Nach einer anderen Version wünscht die Braut lieber tot zu sein als diesen Mann zu heiraten. Daraufhin wurden beide vom Blitz zu Stein verwandelt.
Der stehende Stein ist so tief in der Erde, dass er sich bei einer angeblich 1936 vorgesehenen Versetzung nicht versetzen ließ. Das Naturdenkmal wurde im Jahre 2011 im Rahmen der „72-Stunden-Aktion“ durch die niedersächsische Landjugend wieder gut zugänglich gemacht.